# Cap-d'Ail
Cap-d'Ail (Occitaans: Caup d'Alh; Italiaans (verouderd): Capo d'Aglio of Capodaglio) is een gemeente in het Franse departement Alpes-Maritimes (regio Provence-Alpes-Côte d'Azur). De plaats maakt deel uit van het arrondissement Nice. Cap-d'Ail telde op 1 januari 2022 4.491 inwoners. In de gemeente ligt spoorwegstation Cap-d'Ail.

## Geografie
De oppervlakte van Cap-d'Ail bedroeg op 1 januari 2022 2,04 vierkante kilometer; de bevolkingsdichtheid was toen 2.201,5 inwoners per km².
De onderstaande kaart toont de ligging van Cap-d'Ail met de belangrijkste infrastructuur en aangrenzende gemeenten.

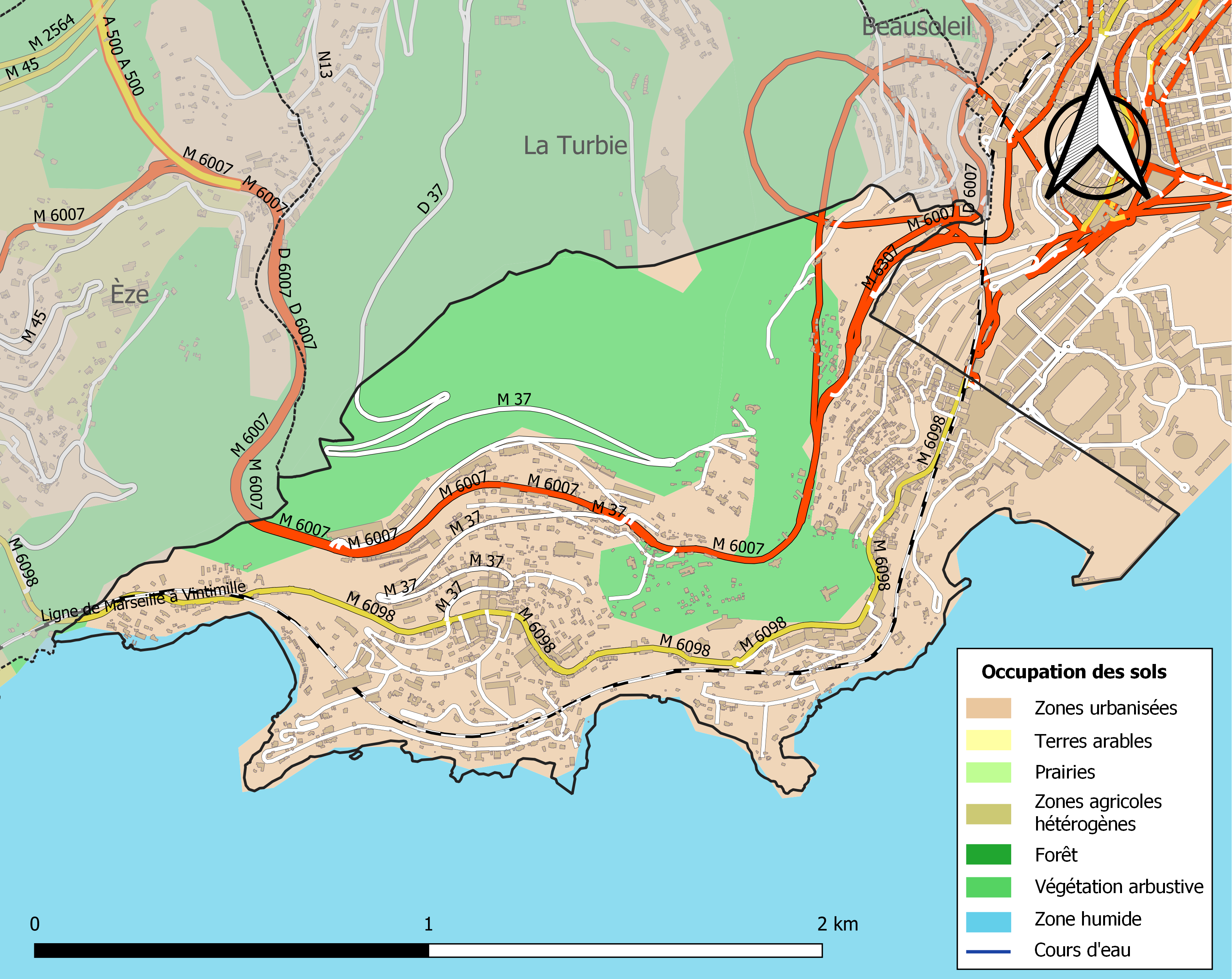

## Demografie
Onderstaande figuur toont het verloop van het inwonertal (bron: INSEE-tellingen).
Vanwege een beveiligingsprobleem met de MediaWiki Graph-software is het momenteel niet mogelijk deze grafiek weer te geven. Zodra de software is bijgewerkt zal de grafiek vanzelf weer zichtbaar worden.